# Orientalebra gembata
Orientalebra gembata är en insektsart som beskrevs av Irena Dworakowska 1971. Orientalebra gembata ingår i släktet Orientalebra och familjen dvärgstritar.
Artens utbredningsområde är Vietnam. Inga underarter finns listade i Catalogue of Life.